# Língua crioula australiana
Este artigo foi traduzido da wikipedia em inglês.
Kriol é uma língua crioula australiana que se desenvolveu a partir do contato entre colonizadores europeus e o povo indígena que vivia nas regiões do norte da Austrália. Atualmente, tem cerca de 30 000 falantes. Apesar de suas similaridades com o inglês quanto ao vocabulário, o kriol tem  gramática e estrutura sintática próprias e bem distintas da língua inglesa.

## História
Os europeus tentaram estabelecer-se no Território do Norte durante quarenta anos, porém a colonização foi finalmente bem-sucedida somente em 1870 e a partir daí houve um grande influxo de ingleses e chineses. A fim de estabelecer comunicação entre esses dois grupos e os aborígines locais, os pidgins desenvolveram-se por todo o território. Por volta de 1900, o Pidgin do território do norte “Northern Territory Pidgin English” (NTPE) espalhou-se e começou a ser amplamente entendido.
Para a “crioulização” do NTPE (para ser algo além de um simples pidgin e se tornar uma língua totalmente independente), uma nova comunidade teria que se desenvolver onde ali a língua seria a primária entre seus falantes. O local onde isso primeiramente ocorreu foi em Roper River Mission (Ngukurr), onde campos para criação de gado e um distrito municipal desenvolveram-se.
Durante este período, as relações entre os nativos e os europeus foram forçadas: “uma guerra de extermínio” foi declarada pelos colonos e os aborígines bravamente defenderam suas terras. Entretanto, o controle das terras foi eventualmente tomado pelos colonos quando as “cattle companies” (companhias especializadas na criação de gado) adquiriram uma grande parte da área. Os colonos tornaram-se mais determinados a tomar totalmente o controle das terras dos nativos e executaram uma campanha para este fim.
O restabelecimento e a mensura das terras aniquilaram quase que totalmente a população indígena e também promoveu um fator interessante no desenvolvimento do crioulo: uma drástica mudança social acompanhada por severas dificuldades de comunicação.
O segundo requerimento para o desenvolvimento do crioulo foi uma nova comunidade, cujo surgiu quando missionários anglicanos refugiaram-se na região de Roper River em 1908. Isto trouxe mais ou menos 200 pessoas de 8 diferentes grupos de etnia aborígine, que falavam diferentes línguas. Embora os adultos sabiam várias línguas, devido a frequentes encontros e cerimônias, as crianças ainda tiveram que aperfeiçoar o aprendizado de sua língua nativa, então eles acostumaram-se somente com o uso da língua em comum que tinham: o NTPE. Durante suas vidas, estas crianças foram quase totalmente responsáveis pelo desenvolvimento do pidgin até que se tornasse uma língua por si só.
Embora as relações entre os missionários e os aborígines eram amigáveis, as missões não foram responsáveis pelo desenvolvimento do Kriol. De fato, eles tentaram introduzir o inglês padrão como língua oficial da missão, e embora as crianças aborígines usavam a língua em suas aulas assim como para comunicação com missionários, o Kriol floresceu.
O Kriol não foi formalmente reconhecido como uma língua até a década de 70, devido basicamente ao esnobismo que declarou o crioulo como uma língua bastarda e sem direitos próprios.

## Variantes do crioulo
O Kriol é amplamente falado na região de Katherine, mas há diferenças menores entre as variantes faladas em certas áreas. Entretanto, linguisticamente as variantes são bem parecidas. Um debate está desenvolvendo-se sobre se as variantes deveriam ter nomes diferentes umas das outras, para destacar suas diferenças sociais significantes, ou se elas todas deveriam estar numa mesma categoria de Kriol. Na verdade, tais diferenças não são tão grandes: Mari Rhydwen compara essa distinção com a distinção que há entre as escritas no inglês americano e britânico/australiano.
Roper River (Ngukurr): O Kriol também é falado na Barunga e na região do Daly River eles falam uma variante que é mutuamente inteligível entre estas pessoas, mas os falantes de Daly River não se consideram falantes do Kriol. Há uma questão sobre se as variantes deveriam ser entendidas como formas diferentes do Kriol para fortalecer as identidades das respectivas regiões; ou se elas todas deveriam ser vistas como Kriol e que tem uma grande chance de fundar programas de educação bilíngue.

## Kriol Baibul: Primeira tradução completa da Bíblia
No dia 5 de maio de 2007, a primeira edição completa da Bíblia na língua crioula foi publicada oficialmente na região de Katherine, no Northern Territory (Território do norte). Esse passo importante foi a consolidação literária da língua como língua-mãe que começou em 1978. Durante 29 anos, uma equipe de nativos falantes do Kriol liderados pelo Reverendo Cânon Gumbuli Wurrumara e especialistas da Sociedade Australiana de Línguas Indígenas trabalhou na produção da edição da Bíblia – cujo é também a primeira edição completa da Bíblia em qualquer língua indígena australiana. A tradução foi um projeto feito em conjunto pela Sociedade Bíblica assim como por tradutores bíblicos luteranos, pela Sociedade Missionária da Igreja, pela Igreja Anglicana, por tradutores bíblicos Wycliffe e pela Sociedade Australiana de Línguas Indígenas.

## Problemas atuais
Um problema enfrentado pelas muitas comunidades do norte da Austrália é o fato das crianças falantes do crioulo serem tratadas como falantes do inglês, mas mal falam a língua; então elas não recebem educação em inglês como segunda língua. Outro motivo é que elas não são consideradas pessoas que tenham uma língua-mãe, a elas é negado o acesso à educação em sua língua tradicional.
O único programa oficial bilíngue em Kriol está em Barunga, cujo foi estabelecido durante o governo Whitlam e o tal programa incluiu, com sucesso, o Kriol como um meio e objeto de estudo. Embora o Kriol seja amplamente falado, sua tradução literal é mínima, com a exceção da Bíblia e isso quer dizer que as taxas de alfabetização são muito baixas. Indiferente de quaisquer implicações disso, especialmente se a alfabetização em inglês seja também baixa (isto é, comunicação escrita, oportunidades de educação), isso quer dizer que as histórias tradicionais não são gravadas em forma escrita ou que as pessoas de Ngukurr confiam nos textos que veem de Barunga, cujo podem diminuir a distinção de identidade entre os dois grupos. Entretanto, as culturas aborígines não estão tradicionalmente enraizadas em forma escrita, então a falta de versões escritas dos textos pode ser uma função da natureza oral da forma aborígine de contar histórias.

## A oração do Pai Nosso
Dedi langa hebin,

yu neim im brabli haibala, en melabat nomo wandim enibodi garra yusum yu neim nogudbalawei.

Melabat wandim yu garra kaman en jidan bos langa melabat,

en melabat wandim ola pipul iya langa ebri kantri garra irrim yu wed en teiknodis langa yu seimwei laik olabat dum deya langa hebin.

Melabat askim yu blanga gibit melabat daga blanga dagat tudei.

Melabat larramgo fri detlot pipul hu dumbat nogudbala ting langa melabat,

en melabat askim yu blanga larramgo melabat fri du.

Melabat askim yu nomo blanga larram enijing testimbat melabat brabli adbalawei,

en yu nomo larram Seitin deigidawei melabat brom yu.

Ol detlot ting na melabat askim yu, Dedi, dumaji yu bos,

en ola pawa kaman brom yu, en yu na det brabli shainiwan lait,

en melabat kaan lukbek langa enibodi. Oni langa yu na.

Amin.